# Hoplosauris
Hoplosauris là một chi bướm đêm thuộc họ Geometridae.